# Mums-mums

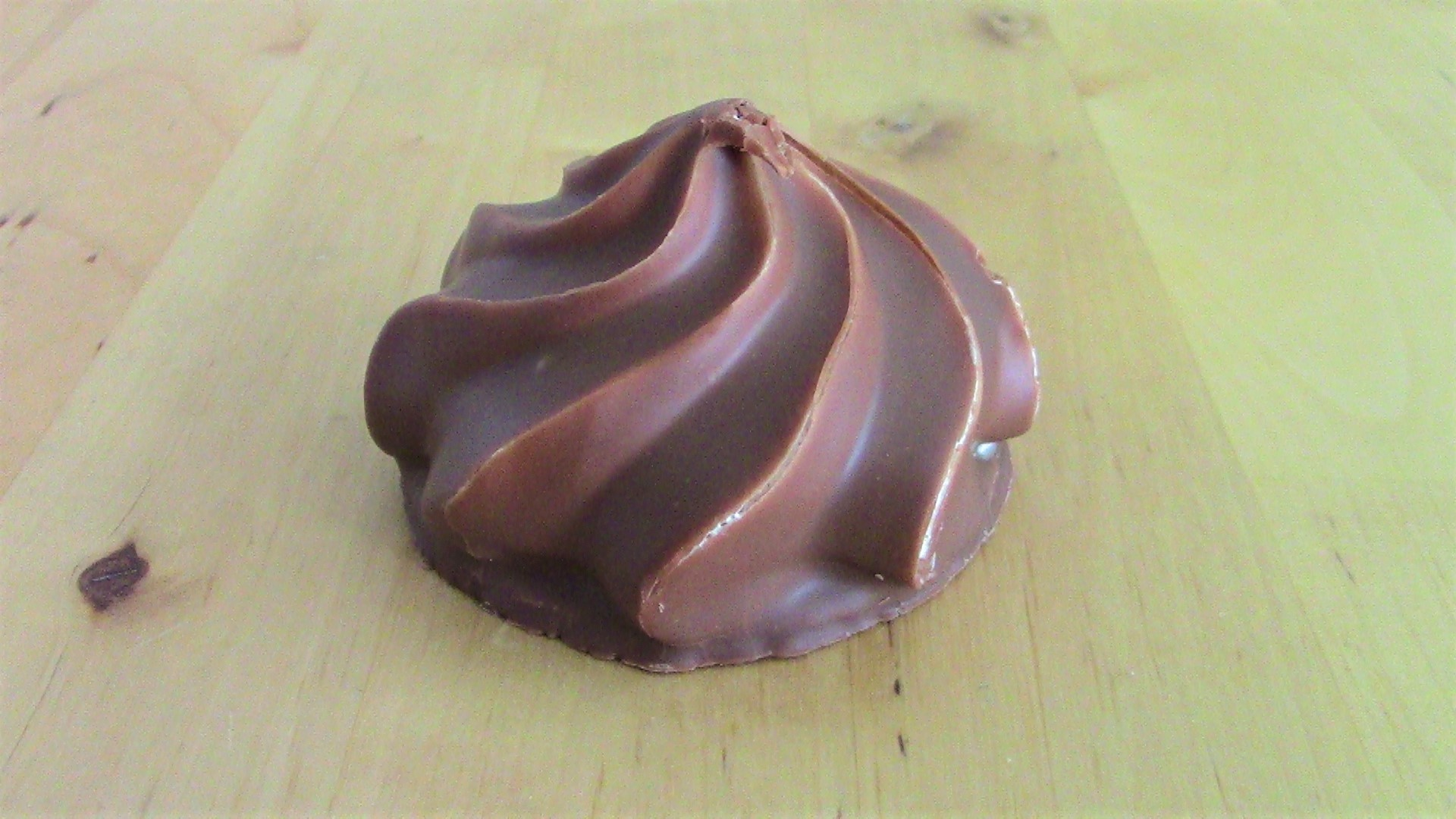
Närbild av en Mums-mums.

Mums-mums var en skumboll bestående av chokladdoppat äggviteskum med kexbotten som tillverkades av Cloetta.
Bollarna började säljas 1933, då företaget Thule introducerade produkten. Mums-mums hade alltsedan dess haft samma form och smak. Den kom in i Cloettas sortiment i samband med uppköpet av Thule 1971. 
Den avvikelse som förekommit är att de under andra världskriget, på grund av den dåvarande brödransoneringen, inte hade kex i botten, utan en rund, oätbar pappskiva. Även förpackningens utseende har förändrats med åren.
Våren 2007 lanserades Mums-mums Jordgubb, där skumfyllningen var smaksatt och rosafärgad. Produktvarianten blev inte särskilt långlivad. 
Cloetta beslutade att sluta producera Mums-mums på grund av minskad efterfrågan och låg lönsamhet. Produktionen upphörde under 2023.